# Công Tôn

họ Công Tôn viết bằng chữ Hán

Công Tôn (chữ Hán: 公孫, Bính âm: Gongsun, Wade-Giles: Kung-sun) là một họ của người Trung Quốc.